# Emblem von Macau

Siegel Macaus

Das Wappen der Sonderverwaltungszone Macau wurde am 20. Dezember 1999 eingeführt, als die Souveränität von Portugal an die Volksrepublik China übergeben wurde.
Eigentlich ist das „Regionale Emblem“, so die offizielle chinesische Bezeichnung, kein Wappen, sondern ein Siegel. Der obere Schriftzug auf der weißen Umrandung lautet: “中華人民共和國澳門特別行政區” (deutsch: „Sonderverwaltungszone Macau der Volksrepublik China“). Der unter Schriftzug „Macau“ ist die portugiesische Kurzform. Die fünf gelben Sterne symbolisieren die Zugehörigkeit zum chinesischen Mutterland, darunter ist eine Lotosblüte abgebildet.

## Wappen während der portugiesischen Kolonialzeit
Seit 1935 hatte die Kolonie ein eigenes Wappen, das im Design jenen der anderen Kolonien angeglichen war. Neben den gemeinsamen Elementen der fünf Quinas und der fünf grünen Wellen auf Silber, hatte Macau auf blauem Grund einen goldenen Drachen, der eine weitere Quina hielt. Das hier abgebildete Beispiel ist das kleine Wappen mit Spruchband und gemauerte Krone mit fünf Türmen, das Symbol einer Hauptstadt einer Überseeprovinz. Das große Wappen zeigt eine aufwändigere Krone und eine goldene Armillarsphäre.

Kleines Wappen
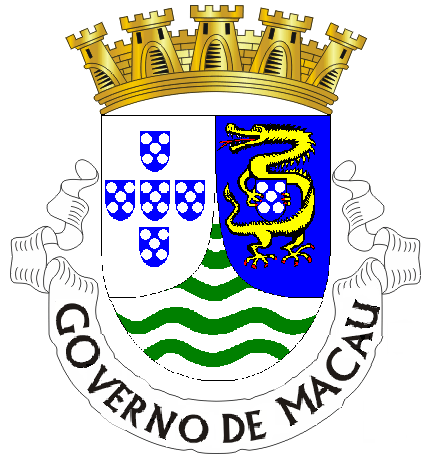
Wappen mit der gemauerten Krone
Großes Wappen ab 1935
Großes Wappen ab 1951

Blasonierung: Eine eingeschobene silberne Spitze mit fünf grünen Wellenbalken teilt den Schild in Weiß mit fünf blauen kreuzgestellten Quinas und Blau. mit einem Quinas haltenden rotbewehrten rotgezungten goldenen Drachen.
Wappen mit der gemauerten Krone: Auf dem Schild ruht eine fünftürmige goldene Mauerkrone. Unter dem Schild auf silbernem Band in schwarzen Majuskeln „GOVERNO DE MACAU“.
Großes Wappen ab 1935: Der Schild ruht auf der goldenen Armillarsphäre. Auf dem Schild ruht eine fünftürmige goldene Mauerkrone mit dem Prankenkreuz zwischen den Türmen. Unter dem Schild auf silbernem Band in schwarzen Majuskeln „COLONIA PORTUGUESA DE MACAU“.
Großes Wappen ab 1951: Unter dem Schild auf silbernem Band in schwarzen Majuskeln „PROVIN. PORTUGUESA DE MACAU“.